# Nebulosa bipolar

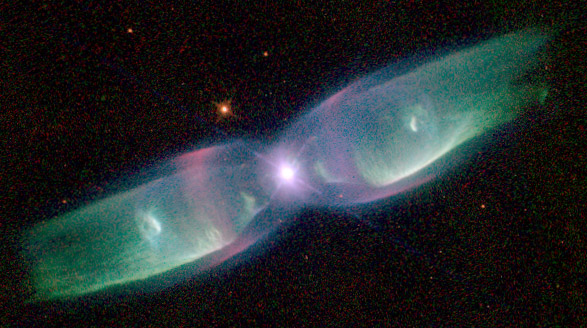
Nebulosa Alas de Mariposa, una de las nebulosas bipolares más conocidas.

Una nebulosa bipolar es una nebulosa que se caracteriza por su simetría axial y por su aspecto con dos lóbulos. 
Aunque no todas, muchas de las nebulosas planetarias muestran una estructura bipolar. Puede ser que los dos tipos de nebulosas (bipolares y no-bipolares) estén directamente relacionadas, un tipo precediendo o siguiendo al otro en el proceso evolutivo de la nebulosa.

## Formación
Aunque no se conocen las causas exactas que propician la aparición de la estructura bipolar en las nebulosas, éstas pueden estar relacionadas con el proceso conocido como flujo molecular bipolar, en el cual una estrella expulsa flujos muy energéticos a través de ambos polos. Una teoría sostiene que estos flujos colisionan con el material que rodea la estrella, ya sea polvo estelar o capas de materia expelida previamente en un episodio de supernova.

## Ejemplos
En la siguiente tabla se muestran algunos ejemplos de nebulosas bipolares. Las nebulosas planetarias se muestran en fondo blanco y las protonebulosas planetarias -fase previa a la transformación en verdaderas nebulosas planetarias- se muestran en fondo rojo.
| Nombre                     | Otra denominación       | Constelación | Distancia (Años luz) |
| -------------------------- | ----------------------- | ------------ | -------------------- |
| Nebulosa Homúnculo         | Nebulosa de Eta Carinae | Carina       | 7.500                |
| Nebulosa Alas de Mariposa  | Nebulosa M2-9           | Ofiuco       | 2.100                |
| Nebulosa de la Hormiga     | Nebulosa Mz 3           | Norma        | 3.000                |
| Nebulosa Reloj de Arena    | MyCn 18                 | Musca        | 8.000                |
| Mariposa NGC 2346          | NGC 2346                | Monoceros    | 2.000                |
| Nebulosa de la Calabaza    | OH 231.84 +4.22         | Puppis       | 5.000                |
| Nebulosa del Huevo         | RAFGL 2688              | Cygnus       | 3.000                |
| Nebulosa Algodón de Azúcar | IRAS 17150-3224         | Scorpius     | ?                    |
| Nebulosa Boomerang         | ESO 172-7               | Centaurus    | 5.000                |